# Kurt Stettler
Kurt Stettler (Berna, 21 de agosto de 1932 - 8 de dezembro de 2020) foi um ex-futebolista suíço que atuava como goleiro.

## Carreira
Kurt Stettler fez parte do elenco da Seleção Suíça de Futebol, na Copa do Mundo de 1962.